# Lactoria paschae
Lactoria paschae es una especie de peces de la familia Ostraciidae en el orden de los Tetraodontiformes.

## Hábitat
Es un pez de mar de clima subtropical y asociado a los  arrecifes de coral.

## Distribución geográfica
Se encuentra en el Pacífico suroriental: Isla de Pascua (Chile).

## Observaciones
Es inofensivo para los humanos.